# Ciranda da Bailarina
Ciranda da Bailarina é uma canção de Edu Lobo e Chico Buarque composta para a trilha sonora do balé O Grande Circo Místico, de 1983. A canção foi gravada e lançada no disco homônimo com a trilha da peça, em 1983, com um coral infantil. Chico nunca a gravou, mas já a cantou em alguns especiais para TV. Em 2000, o grupo Penélope regravou a canção.
Em 2004 a cantora Adriana Calcanhotto regravou a canção para seu pseudônimo Adriana Partimpim, projeto voltado ao público infantil.
Em 2006, a cantora Shabella regravou a canção para a telenovela Vidas Opostas da Rede Record.
Em 2012 a cantora e apresentadora Priscilla Alcântara regravou a canção para a trilha sonora da telenovela Carrossel do SBT.

## Versão de Sandy e Orquestra Filarmônica de Paraisópolis
"Ciranda da Bailarina" foi regravada pela cantora Sandy em parceria com a Orquestra Filarmônica de Paraisópolis para a trilha sonora da telenovela das sete I Love Paraisópolis, da Rede Globo. A canção foi lançada no dia 25 de maio de 2015 nas principais lojas online de download e streaming digital.

### Faixa
1. "Ciranda da Bailarina" - (03:03)